# Козімо II Медічі
Козімо II Медічі (італ. Cosimo II de' Medici; 12 травня 1590, Флоренція — 28 лютого 1621, Флоренція) — 4-й великий герцоґ Тосканський. Правив після свого батька Фердинандо I Медічі.

## Життєпис
Народився у Флоренції. Був сином Фердинандо I Медічі. З дитинства відрізнявся слабким здоров'ям, тому коли став великим герцогом небагато часу приділяв державним справам. Козімо II фактично передав управління своїй матері — Христині Лотаринзькій.
Здебільшого він запам'ятався підтримкою відомого вченого Галілео Галілея.
В іншому за часу володарювання Козімо II поступово Тоскана почала втрачати вагу на міжнародній арені. Всередині країні з'явилися ознаки економічної кризи. Здебільшого це було пов'язано з надмірним опадаткуванням населення.

## Родина
Дружина — Марія Маддалена Габсбург (1589—1631)
Діти:
- Марія Христина (1609—1632)
- Фердинандо (1610—1670), чоловік Вікторія делла Ровере, доньки Федеріко, герцога Урбінського
- Джан Карло (1611—1663), кардинал з 1644 року
- Маргарита (1612—1679), дружина Одоардо Фарнезе, герцога Парми, П'яченци, Гвасталли
- Матіас (1613—1667)
- Франческо (1614—1634)
- Ганна (1616—1676), дружина Фердинанда Габсбурга, ерцгерцога Передньої Австрії
- Леопольдо (1617—1675), кардинал з 1667 року